# Dean Reynolds (Dartspieler)
Matthew Francis Dean Reynolds (* 21. Juli 1992 in Cardiff) ist ein walisischer Dartspieler.

## Karriere

### Anfänge bei der PDC
Reynolds begann mit dem Spielen von Darts im Alter von 13 Jahren. Seine professionelle Karriere startete der Waliser im Jahr 2011 bei der PDC, wo er zu Spielen der PDC Development Tour antrat, jedoch nie über die Runde der letzten 32 hinaus kam. 2014 sicherte sich Reynolds durch ein gutes Abschneiden bei den PDC UK Open Amateur Qualifiers die Teilnahme an den UK Open. Zwar scheiterte Reynolds in der 1. Runde gegen den Engländer Martin Stead, allerdings war die Teilnahme an seinem ersten Major-Event der PDC der bis dahin größte Karriere-Erfolg des Walisers. Im Mai des gleichen Jahrs erreichte Reynolds das Viertelfinale der PDC World Youth Championship, wo er dem Österreicher Rowby-John Rodriguez mit 2:6 Legs unterlag. Vier Monate später gewann Reynolds nach einem 4:2-Sieg über den Deutschen Max Hopp im Finale erstmals ein Turnier der Development Tour. Über die Qualifying School der PDC konnte er sich Anfang 2015 jedoch keine Tour Card für die PDC Pro Tour sichern, wenngleich sich Reynolds auf der Development Tour stark verbessert zeigte und mehrere Male in die letzten Runden einzog und im Juli 2015 den Nachwuchs-Wettbewerb ein zweites Mal gewinnen konnte. Die PDC World Youth Championship 2015 beendete Reynolds nach einer Halbfinal-Niederlage gegen Max Hopp auf einem geteilten dritten Platz.

### Pendeln zwischen BDO und PDC
Seit 2015 trat Reynolds auch bei Turnieren des Konkurrenzverbandes BDO in Erscheinung. So nahm er beispielsweise an den England National Championships, diversen Opens sowie erstmals am World Masters teil, was ihn auf Platz 18 im BDO Invitation Table brachte. Durch diese Platzierung war Reynolds für die BDO World Darts Championship 2016 teilnahmeberechtigt, welche für ihn nach einer Auftaktniederlage gegen den Weltranglisten-Ersten Glen Durrant bereits in der 1. Runde endete. Nach der WM spielte Reynolds weiterhin für beide Verbände, sodass er neben Turnieren der PDC Development Tour unter anderem auch wieder am England Masters der BDO teilnahm. Bei diesem Turnier gelang ihm erstmals in der Karriere ein Nine dart finish. Durch sechs Turniersiege auf der PDC Development Tour sicherte sich Reynolds erstmals eine Tour Card für die PDC Pro Tour für die Jahre 2017 und 2018. Mit dem Einzug ins Achtelfinale des World Masters und dem Halbfinal-Einzug bei der BDO World Trophy, wo er unter anderem die Darts-Legende Martin Adams besiegte, gelangen ihm im Laufe des Jahres 2016 weitere Erfolge. Reynolds spielte sich bis auf Rang 7 des BDO Invitation Table und war deshalb bei der BDO World Darts Championship 2017 erstmals einer der 16 gesetzten Spieler. Hier musste er sich in Runde 1 überraschend Pip Blackwell geschlagen geben.

### Karriere bei der BDO
Nachdem Reynolds noch an vereinzelten Turnieren der PDC Development Tour teilgenommen hatte, entschloss sich der Waliser Anfang 2017 dazu, die erhaltene Tour Card auszuschlagen und sich stattdessen auf seine Karriere bei der BDO zu konzentrieren. Bei der damaligen Austragung der World Darts Trophy scheiterte Reynolds mit 4:6 im Achtelfinale an Martin Adams. Das Erreichen des Endspieles der Welsh Open, in welchem er Scott Baker knapp mit 5:6 unterlag, blieb Reynolds bestes Ergebnis in der Darts-Saison 2017. Die BDO World Darts Championship 2018 begann für Reynolds mit seinem erstmaligen Sieg bei einer Darts-WM in der 1. Runde gegen Chris Harris, fand jedoch eine Runde später durch eine 2:4-Niederlage gegen den Ex-Weltmeister Scott Waites ein frühes Ende. Gegen den Deutschen Michael Unterbuchner schied Reynolds mit einer deutlichen 1:6-Niederlage bei der BDO World Trophy bereits in Runde 1 aus. Die Darts-WM 2019 endete für Reynolds neuerlich nach dem Achtelfinale, in welchem er seinem Landsmann Jim Williams mit 0:4 Sets unterlag. Nach dem Ablauf der WM entschloss sich der Waliser dazu, an der Qualifying School seines alten Verbandes, der PDC teilzunehmen, um sich eine Tour Card für die PDC Pro Tour 2019 zu erspielen.
Im Oktober 2024 ging Reynolds beim World Masters 2024 in Budapest an den Start. Seine zwei Siege und zwei Niederlagen reichten jedoch nicht für Weiterkommen in die K.-o.-Phase.

## Weltmeisterschaftsresultate

### PDC-Jugend
- 2014: Viertelfinale (2:6-Niederlage gegen  Rowby-John Rodriguez)
- 2015: Halbfinale (5:6-Niederlage gegen  Max Hopp)
- 2016: Achtelfinale (5:6-Niederlage gegen  Kenny Neyens)

### BDO
- 2016: 1: Runde (0:3-Niederlage gegen  Glen Durrant)
- 2017: 1. Runde (2:3-Niederlage gegen  Pip Blackwell)
- 2018: Achtelfinale (2:4-Niederlage gegen  Scott Waites)
- 2019: Achtelfinale (0:4-Niederlage gegen  Jim Williams)

## Titel

### BDO
- Weitere
  - French Open: (1) 2015
  - England Classic: (1) 2016

### PDC
- Secondary Tour Events
  - PDC Challenge Tour
    - PDC Challenge Tour 2015: 12

  - PDC Development Tour
    - PDC Youth Tour 2014: 11, 16
    - PDC Development Tour 2015: 15
    - PDC Development Tour 2016: 8, 9, 13, 15, 16, 17